# Kanton Condat
Kanton Condat (fr. Canton de Condat) je francouzský kanton v departementu Cantal v regionu Auvergne. Tvoří ho devět obcí.

## Obce kantonu
- Chanterelle
- Condat
- Lugarde
- Marcenat
- Marchastel
- Montboudif
- Montgreleix
- Saint-Amandin
- Saint-Bonnet-de-Condat